# Kalhana
Kalhana (im 12. Jahrhundert) war der Autor der Rajatarangini, der Geschichte Kaschmirs. Diese Geschichte entstand in den Jahren 1147 bis 1149. Sein Vater Champaka war Minister des Raja.
Kalhana, dessen Name in Sanskrit keine Bedeutung zugeschrieben werden kann und deshalb wohl aus einem damaligen lokalen Dialekt stammt, war der erste indische Historiker von Rang.
Er schreibt eine Geschichte der Rajas von Kaschmir, also nur Personengeschichte ohne jeden Versuch von Sozial- oder gar Strukturgeschichte. Doch ist er sehr um Neutralität bemüht. Diese gehört zu den vielen Grundsätzen für Geschichtsschreibung, die er formuliert. Seine Quellenbasis umfasst Inschriften, genealogische Tafeln und Münzen, daneben aber auch literarische Werke und Volkskunst wie Sagen und Sprichwörter.

## Übersetzungen und Literatur
- Marc Aurel Stein: Kalhaṇa’s Rājataraṅgiṇī. A Chronicle of the Kings of Kaśmīr. Translated, with an introduction, commentary and appendices. Vol. 1. 2. Westminster 1900.
- Walter Slaje: »In the Guise of Poetry — Kalhaṇa Reconsidered«. In: Śāstrārambha. Inquiries into the Preamble in Sanskrit. Edited by Walter Slaje. Preface by Edwin Gerow. (AKM 62). Wiesbaden 2008: 207–244.

- Walter Slaje: Harṣa von Kaschmir. Ein politisches Sittengemälde aus dem indischen Mittelalter. Kalhaṇas Rājataraṅgiṇī (Buch 7) mit annotierter Übersetzung kritisch neu herausgegeben. [Akademie der Wissenschaften und der Literatur, Mainz. Veröffentlichungen der Kommission für Außereuropäische Sprachen und Kulturen. 4.]. Wiesbaden 2019, ISBN 978-3-447-11236-9.

- Theresa Wilke: Harṣa von Kaschmir. Ein Herrscherportrait aus dem mittelalterlichen Indien. [AWLM. Veröffentlichungen der Fächergruppenkommission für Außereuropäische Sprachen und Kulturen. Studien zur Indologie. 5]. Wiesbaden 2019. ISBN 978-3-447-11305-2.